# Hôtel des Anglais du Touquet-Paris-Plage
L'Hôtel des Anglais est un des premiers grands hôtels de luxe construit à Paris-Plage au début du XXe siècle.

## Construction
Cet hôtel, classé « hors classe », du Touquet-Paris-Plage, fait partie des 7 grands hôtels de cette catégorie en activité avant la Seconde Guerre mondiale, les autres sont, le Grand-Hôtel, l'Hermitage-Hôtel, le Golf-Hôtel du Touquet-Paris-Plage, le Royal Picardy, l'Atlantic Hôtel et l'Hôtel Westminster, seul ce dernier hôtel est toujours en activité.
L'hôtel des Anglais est construit en 1904 pour M. Tanqueray. Il est situé avenue des Troènes, chemin de l’ancien tir aux pigeons pour une clientèle essentiellement britannique qui préfère résider en forêt.

## Histoire
À son ouverture, il possède 52 chambres.
Dès 1907, il est agrandi d'un bâtiment en aile : il possède alors 250 chambres et 200 salles de bains.
En 1919, l'hôtel est le premier à rouvrir après la Première Guerre mondiale.
En 1930, l’hôtel est modernisé et agrandi de 120 nouvelles chambres.
Les architectes Pierre Drobecq et Louis Debrouwer interviendront dans son agrandissement comme le montrent des cartes postales de l'époque.

## Destruction
Le 2 juin 1944, l'hôtel est bombardé ; il est complètement détruit après avoir brûlé pendant 48 heures ; il sera démoli en 1956 et ne sera jamais reconstruit.

## Pour approfondir

#### Ouvrage de Martine et Daniel Boivin, Édith et Yves De Geeter,Paris-Plage en cartes postales anciennes
1. ↑  p. 61.

#### Ouvrage d'Édouard Lévêque et G. Therouanne,Annuaire Général de Paris-Plage - 1909 - Première année -, édition Syndicat d'indicative et de développement de Paris-Plage et Le Touquet, Imprimerie L. et G. Delambre, Montreuil-sur-Mer.
1. ↑  p. 154.

#### Ouvrage de Philippe Holl,Mémoires en images: Le Touquet-Paris-Plage
1. 1 2 3  p. 88.

#### Autres sources
1. ↑  Librairie F.Bonaventure, 58, rue de Paris, Le Touquet-Paris-Plage, Guide annuaire du Touquet-Paris-Plage 1939-1940, Imprimerie Henry, Le Touquet-Paris-Plage, p. 104.
2. 1 2 3  Société académique du Touquet-Paris-Plage, chronologie du Touquet-Paris-Plage dactylographiée par Fernand Holuigue, secrétaire perpétuel.